# Agricola (console 421)
Flavio Agricola (latino: Flavius Agricola; fl. 416-421) è stato un politico dell'Impero romano d'Occidente, due volte Prefetto del pretorio delle Gallie, Console nel 421.

## Biografia
Probabilmente originario della Gallia, forse nacque a Narbona; fu il nonno di Magno, console nel 460, e bisnonno di Araneola; potrebbe dunque essere discendente (forse il figlio) di Filagrio. Fu probabilmente il padre di Nimfidio e forse anche dell'imperatore Eparchio Avito, che ebbe un figlio di nome Agricola.
Agricola fu due volte Prefetto del pretorio delle Gallie, prima del 418 e dal 17 aprile al 23 maggio 418; governò dalla città di Arelate (moderna Arles) e fu il destinatario dell'editto di Onorio Teodosio del 418, che fissò proprio ad Arelate l'assemblea delle Sette Province. Nel 421 resse il consolato.

## Genealogia
| Filagrio |  |                                                              |  |                                |
|          |  | Agricola - console nel 421                                   |  |                                |
|          |  |                                                              |  |                                |
|          |  |                                                              |  | Nimfidio                       |
|          |  |                                                              |  |                                |
|          |  |                                                              |  | Flavio Magno - console nel 460 |
|          |  |                                                              |  |                                |
|          |  |                                                              |  | Araneola - 1 sp. Polemio       |
|          |  |                                                              |  |                                |
|          |  | Flavio Magno Felice                                          |  |                                |
|          |  |                                                              |  |                                |
|          |  | Probo                                                        |  |                                |
|          |  |                                                              |  |                                |
|          |  | ??                                                           |  |                                |
|          |  |                                                              |  |                                |
|          |  |                                                              |  | Firmino                        |
|          |  |                                                              |  |                                |
|          |  |                                                              |  | Magno Felice Ennodio           |
|          |  |                                                              |  |                                |
|          |  | Marco Mecilio Flavio Eparchio Avito - imperatore nel 455-456 |  |                                |
|          |  |                                                              |  |                                |
|          |  |                                                              |  | Agricola                       |
|          |  |                                                              |  |                                |
|          |  | Ecdicio Avito                                                |  |                                |
|          |  |                                                              |  |                                |
|          |  | Papianilla - 1 sp. Gaio Sollio Sidonio Apollinare            |  |                                |
|          |  |                                                              |  |                                |
|          |  |                                                              |  | Apollinare - 1 sp. Placidina   |
|          |  |                                                              |  |                                |
|          |  |                                                              |  | Arcadio                        |
|          |  |                                                              |  |                                |
|          |  | Severiana                                                    |  |                                |
|          |  |                                                              |  |                                |
|          |  | Roscia                                                       |  |                                |
|          |  |                                                              |  |                                |
|          |  | Alcima                                                       |  |                                |
|          |  |                                                              |  |                                |